# Willy Schnyder
Willy U. Schnyder (* 15. Februar 1958 in Unterseen im Berner Oberland) ist ein Schweizer Komponist und Pianist.

## Leben
Willy U. Schnyder wurde zum Primarlehrer am Seminar Spiez ausgebildet. Er studierte neben Klavier auch Orgel und Saxophon. 1983 schloss er mit dem Diplom (Klavier und Komposition) an der Swiss Jazz School in Bern bei Fritz Pauer ab.
Ende der Siebzigerjahre Auftritte als Amateur mit der Hunger-Band (Daniel Mosimann, Peter Steiner, Stufi Hasler) und der Klimperkiste (Marc Jundt und Schabi Berger).
In den 1980er Jahren tourte er mit verschiedensten Bands:
- Latinband „Quinto“ (1982)
- „Zampanoo’s Varieté“ (1983/84)
- Vera Kaa (CD-Produktion 1985 „von Brecht bis Blues“)
- „Marc Jundt's Kalabule Band“ (ab 1985; 3 LP- und CD-Produktionen u. a. mit dem Trompeter Kenny Wheeler),
- Leader des „JazzHorchEster“ (2 CD-Produktionen: „Zudem wird auch Jazz komponiert!“, 1998 und „Du bist nicht die Erste“, 2001)
- Leader des Willy Schnyder Trio mit Samuel Joss am Bass und Tinu Frutiger (ex Patent Ochsner) am Schlagzeug.

Schnyder spielt und spielte u. a. mit Kenny Wheeler, Clark Terry, John Allred, Vinz Vonlanthen, Sam Joss, Wege Wüthrich, Marc Jundt, Stefan Rigert, Tinu Frutiger, Michel Poffet, David Elias, Myria Poffet, Anna Freivogel, Wolfgang Pemberger, Thomas Leu, Agnes Hunger.
Als Gründungsmitglied und erster Präsident der "Jazz Fründe Interlaken" holte Schnyder international bekannte Cracks ins Berner Oberland (u. a. Dollar Brand, Tom Harrell, Joanne Brackeen, Vienna Art Orchestra, Joe Haider, Isla Eckinger, Donat Fisch, Billy Brooks, Billy Hart, George Robert, Peter Schärli u. a. m.).
Seit den 1990er Jahren ist Willy Schnyder als Komponist und Pianist aktiv im Bereich Musiktheater und Musikcabaret. Er beteiligte sich an mehreren Projekten mit Regisseur Mathias Hagi: „öppis isch geng“, (1996) „beaCH boys“ (1999) und an Musikkabarett-Programmen mit der Sängerin Anna Freivogel: „Tante Paula und Herr Schnyder zünden ihr beispielloses Erfolgsprogramm“ (2005); „ChicOhr – Gartenpracht“ (2007); „eine Carfahrt ins Blaue“ mit dem Trompeter Wolfgang Pemberger (2002).
Schnyder war Komponist für das Ballenberg Freilichttheater Brienz: „Die Käserei in der Vehfreude“ (2000); Kinderoper „flügulahm“, Uraufführung (Pfrundschüür Köniz, 2005); Arrangements und Leitung der Chorprojekte der PHBern, „souvenirs inoubliables“ (2009), „Dada – the roaring twenties“ (2011). Derzeit (2013) ist Willy Schnyder unterwegs mit „chantemoiselle“ und tritt mit dem Bühnenstück „EggiMa – RundiFrou – ein verspieltes Konzert zu Texten von Ernst Eggimann“ auf. Zudem tritt Schnyder regelmässig mit dem Saxophonisten Wege Wüthrich mit dem Duo „Fette Duette“ auf.

## Lehrtätigkeiten
Ab 1985 arbeitet Schnyder als Jazzklavierlehrer an verschiedenen Musikschulen: Köniz, Oberland Ost, Region Thun. Seit 2002 ist er Dozent für Klavier an der Pädagogischen Hochschule Bern.

## Diskographie
Als Leader:
- „... zudem wird auch Jazz komponiert!“ – JazzHorchEster (CD 1998)
- „... du bist nicht die Erste!“ –  JazzHorchEster (CD 2001)
- „Vehfreude“ Soundtrack Theatermusik – Willy Schnyder Trio (CD 2000)

Als Sideman:
- „Blue Espadrile“ – Kalabuleband (LP 1990)
- „Marc Jundts Kalabuleband featuring Kenny Wheeler“ – Kalabuleband (CD 1993)
- „Marc Jundts Kalabuleband at the Zingghaus“ – Kalabuleband feat. John Allred and friends (CD 1995)
- „von Brecht bis Blues“ – Vera Kaa (CD 1985)
- „Chantemoiselle“ – Chantemoiselle (CD 2009)
- „Es Stück vom Glück“ – Chantemoiselle (CD 2012)